# Garcia Soarez
Garcia Soarez fue un trovador gallego del siglo XIII, autor de composiciones de la lírica gallego-portuguesa.

## Biografía
No se conservan datos biográficos. En la rúbrica de los cancioneros se indica que es hermano del trovador Martin Soarez, sin embargo, su colocación en los mismos lo sitúan en una etapa posterior a la de Martin Soarez.

## Obra
Se conservan dos cantigas de amigo.